# The Divine Comedy
The Divine Comedy — музыкальная группа из Северной Ирландии, исполняющая музыку преимущественно в стилях барокко-поп и барокко-рок. Единственным неизменным участником группы, автором большинства песен является Нил Хэннон.

## История
Группа была основана в Лондондерри 19-летним гитаристом и вокалистом Нилом Хэнноном, некоторое время остававшися единственным музыкантом в группе. В интервью Хэннон упоминал, что название группе выбирал глядя на свою книжную полку, где ему на глаза попался «Ад» Данте Алигьери; при этом себя большим поклонником Данте он не считает, а название просто прижилось. спустя непродолжительное время к нему присоединились ещё двое музыкантов, Джон МакКаллах и Кевин Трейнор. Вместе они записали альбом «Fanfare for the Comic Muse», изданный весной 1990 года. Альбом был выполнен в жанре джэнгл-поп и не получил успеха, сам Хэннон отзывался о работе довольно негативно, альбом был долгое время удалён со всех платформ, а его издания стали коллекционной редкостью. Из-за сильного различия со всеми последующими работами группы этот альбом обычно не включался в дискографию группы. После выхода альбома группа дала несколько концертов (включая совместный с группой My Bloody Valentine), после этого вышло ещё несколько неудачных EP в жанре европоп. В результате неудач, в 1992 году первый состав распался.
В 1993 году Хэннон объединился с барабанщиком Дарреном Эллисоном, вместе с которым записал первый официальный альбом группы «Liberation». Альбом был выполнен в ставшем традиционном для группы жанре барокко-поп и содержал большое количество литературных отсылок (в частности, к пьесе Чехова «Три сестры», произведениям Фрэнсиса Скотта Фицжеральда и Уильяма Вордсорда). Альбом получил умеренно-положительные отзывы. Так, New Musical Express дал очень положительный отзыв, назвав работу «очаровательной, душераздирающей и полной свободы от высокомерия», а журнал Q дал смешанный отзыв, где назвал Хэннона «причудливым нонконформистом», которому ещё нужно отточить свой талант. Помимо этого, группа выступила на одной сцене с Тори Амос.
Следующий альбом, «Promenade», был выпущен в 1994 году, представлял собой концептуальный альбом и был вдохновлен работами Майкла Наймана. Альбом так же получил позитивные отзывы критиков, но не попал в чарты. В этот период группа поучаствовала в написании музыки к британскому ситкому «Отец Тед». 
Третий альбом группы «Casanova» был выпущен в 1996 году. Альбом и синглы из него получили больше известности, попав в ротацию радио, включая BBC 1, вывели группу на новый уровень известности. Критики отмечали, что песни альбома наполнены интеллектом, сатирой, а так же затрагивают темы сексизма, классового конфликта и легитимизации мизогинии. Альбом получил хорошие отзывы в том числе и за пределами Британии, в частности, во Франции. Четвертый альбом, «A Short Album About Love», был записан вживую вместе с оркестром и был достаточно хорошо принят. Так, The Guardian и Q оценили его на 4 из 5, сам альбом был включён в альманах «1001 Albums You Must Hear Before You Die», где назван «лучшим периодом» Хэннона, а песня «Everybody Knows (Except You)» достигла 14 места в чартах Великобритании. Название альбома продолжило традицию культурных отсылок в творчестве, проводя параллели с фильмом «Короткий фильм о любви» Кшиштофа Кесьлёвского.
В 1998 году был издан альбом «Fin de Siècle», так же записаный с оркестром и занявший 9 место в чартах Великобритании. Через год вышла компиляция под названием «Secret History – the Best of The Divine Comedy», в которой были переизданы некоторые песни с первых трёх альбомов и добавлены два новых. Критики Rolling Stone поставили изданию 4 звезды из 5, отметив, что это отличный способ познакомиться с группой, хотя некоторые треки оказываются лишёнными контекста.  Альбом 2001 года «Regeneration» вышел в обновленном стиле группы — в сторону брит-попа; вскоре после выхода альбома группа заявила о своём распаде. В это время Хэннон сотрудничал с Яном Тирсеном, участвуя в концертах, записи его альбомов, а так же в записи саунтдрека к фильму Амели. Тем не менее, через год Хэннон с обновленным составом The Divine Comedy дал серию концертов в Великобритании и США, а в 2004 году Хэннон выпустил очередной альбом («Absent Friends»), продолжив использовать название группы для фактически сольных проектов. В записи, кроме Хэннона и сессионных музыкантов, поучаствовали Ян Тирсен и Лорен Лаверн, а критики отметили в альбоме плавную и тёплую музыку, но острые и невесёлые тексты.
Девятый альбом под названием «Victory for the Comic Muse» был выпущен в 2006 году. Примерно в это же время Хэннон участвует в создании саунтреков к фильмам «Автостопом по галактике», «Боже, помоги девушке», сериалам «Компьютерщики» и «Доктор Кто». В 2010 году вышел десятый альбом группы «Bang Goes the Knighthood», ставший первым, выпущенным под собственным лейблом. Альбом попал на 20 место в чартах Великобритании и получил сдержанно-положительные отзывы критиков. После выпуска альбома Хэннон сочиняет заглавную тему к фильму Корпорация «Святые моторы» Лео Каракса, которую для фильма исполняет Кайли Миноуг. Эта песня, «Who Were We?», участвует в International Online Cinema Awards в номинации «Лучший оригинальный саундтрек», но не получает награду. Следующий альбом, «Foreverland», вышел в 2016 году и был воспринят теплее, заняв 7 место в британских чартах. Двенадцатый альбом «Office Politics» был выпущен в 2019 году и представлял собой концептуальный альбом, посвященный постоянно увеличивающейся роли машин в повседневной жизни и работе. Альбом получил 77 из 100 баллов на потрале Metacritic. В этом же году, к 30-летию группы, были изданы ремастеры первых 9 альбомов на виниле и CD-дисках. Также было подготовлено коллекционное издание на 24 дисках, содержащее все альбомы, демо-записи, альтернативные версии композиций, раритеты и так далее. В 2021 году было объявлено, что Хэннон и The Divine Comedy будут авторами саундтрека фильма Вилли Вонка, планирующегося к выходу в 2023 году.

## Участники группы
Единственным неизменным участником, автором подавляющего большинства композиций, вокалистом и гитаристом является Нил Хэннон. За всю историю группы в разных составах играли множество музыкантов. В записях на 2021 год, помимо Хэннона, принимают участие:
- Брайан Милс — бас-гитара
- Айвор Талбот — гитара
- Джоби Талбот — фортепиано
- Мигель Баррадас — ударные
- Роб Фаррер — перкуссия
- Стюарт Бейтс — орган Хаммонда и аккордеон

## Дискография
- 1990 — Fanfare for the Comic Muse (не включается в дискографию группы)
- 1993 — Liberation
- 1994 — Promenade
- 1996 — Casanova
- 1997 — A Short Album About Love
- 1998 — Fin de Siècle
- 1999 — Secret History – the Best of The Divine Comedy (сборник)
- 2001 — Regeneration
- 2004 — Absent Friends
- 2006 — Victory for the Comic Muse
- 2010 — Bang Goes the Knighthood
- 2016 — Foreverland
- 2019 — Office Politics